# تحريض على الفتنة
التحريض على الفتنة (Sedition) هو سلوك علني، مثل الكلام والتنظيم، يميل نحو التمرد ضد النظام القائم. غالبًا ما تشمل الفتنة تقويض الدستور والتحريض على السخط تجاه السلطة القائمة أو التمرد عليها. قد تشمل التحريض على الفتنة أي اضطرابات، وإن لم يكن يهدف إلى عنف مباشر وعلني ضد القوانين. الكلمات التحريضية في الكتابة هي تشهير تحريضي.
نظرًا لأن التحريض على الفتنة هو عملية علنية، فإنها لا تُعتبر عادةً عملاً تخريبيًا، والأفعال العلنية التي يمكن مقاضاتها بموجب قوانين التحريض تختلف من قانون إلى آخر.

## التاريخ في القانون العام
ظهر مصطلح الفتنة Sedition بمعناه الحديث لأول مرة في العصر الإليزابيثي (حوالي 1590) على أنه «فكرة التحريض بالكلمات أو الكتابات على السخط تجاه الدولة أو السلطة». واستُخدم مصطلح «الفتنة مُكملًا لمصطلحي خيانة الوطن والأحكام العرفية، فبينما تسيطر الخيانة بشكل أساسي على الخصوم الكنسيين المتميزين والكهنة واليسوعيين، بالإضافة إلى بعض العوام؛ فأن الأحكام العرفية تخيف العوام، وتخيف الفتنة المثقفين.»

### أستراليا
جرى تعديل قوانين التحريض على الفتنة في أستراليا في قانون مكافحة الإرهاب الصادر في 6 ديسمبر 2005، لتحديث التعاريف وزيادة العقوبات.
في أواخر عام 2006، اقترحت حكومة الكومنولث، في ظل رئاسة وزراء جون هوارد، خططًا لتعديل قانون الجرائم الأسترالي لعام 1914، بإدخال قوانين تعني أن الفنانين والكتاب قد يُسجنون لمدة تصل إلى سبع سنوات إذا كان عملهم يعتبر مثيرًا للفتنة أو مستوحى من التحريض على الفتنة إما عمدا أو عن غير قصد. وجادل معارضو هذه القوانين أنه يمكن استخدامها ضد المعارضة الشرعية.
في عام 2006، رفض المدعي العام الأسترالي آنذاك فيليب رودوك الدعوات الواردة في تقريرين - من لجنة مجلس الشيوخ ولجنة إصلاح القانون الأسترالية - للحد من أحكام التحريض على الفتنة في قانون مكافحة الإرهاب لعام 2005 من خلال المطالبة بإثبات النية لإثارة السخط أو العنف. كما أنه تجاهل التوصيات الخاصة بالحد من البنود الجديدة التي تحظر «سلوك الحث» الذي «يساعد» «منظمة أو دولة منخرطة في أعمال عدائية مسلحة» ضد الجيش الأسترالي.
جرى تعديل هذه القوانين في أستراليا في 19 سبتمبر 2011. حيث ألغيت فقرات «الفتنة» واستبدلت بعبارة «التحريض على العنف».

### كندا
في كندا، يعتبر التحريض على الفتنة، الذي يشمل التحدث بكلمات تحريضية، ونشر الفتنة، وكونك طرفًا في مؤامرة تحريضية، جريمة يعاقب عليها القانون، وتصل عقوبتها القصوى إلى السجن لمدة أربعة عشر عامًا. بالنسبة للأفراد العسكريين، تنص المادة 82 من قانون الدفاع الوطني على جرائم إثارة الفتنة على أنها تدعو إلى تغيير حكومي بالقوة، ويعاقب عليها بالسجن مدى الحياة أو أقل، حيث يقضي المُدان مدة عامين في سجن عسكري، يليها النقل إلى سجن عام لما تبقى من العقوبة.
خلال الحرب العالمية الثانية، شن العمدة السابق لمونتريال كاميلين هودي حملة ضد التجنيد الإجباري في كندا. في 2 أغسطس 1940، حث هودي علنًا رجال مقاطعة كيبيك على تجاهل قانون التسجيل الوطني. وبعد ثلاثة أيام، وضعته شرطة الخيالة الملكية الكندية رهن الاعتقال بتهمة التحريض على الفتنة. وبعد إدانته، جرى احتجازه في معسكرات الاعتقال في بيتاواوا، أونتاريو، وجاجتاون، نيو برونزويك، حتى عام 1944. وعند إطلاق سراحه في 18 أغسطس 1944، استقبله حشد من 50000 من سكان مونتريال بالهتافات، واستعاد منصبه كعمدة لمونتريال في انتخابات عام 1944.

### هونج كونج
كان هناك مرسومًا حول التحريض على الفتنة في الإقليم منذ عام 1970، والذي جرى دمجه لاحقًا في قانون الجرائم في عام 1972. وفقًا لقانون الجرائم، فإن النية التحريضية هي نية جلب الكراهية أو الازدراء أو إثارة السخط ضد الحكومة، لإثارة سكان هونج كونج لمحاولة إجراء تغيير، بخلاف الوسائل القانونية. ووفق ما هو منصوص عليه في القانون فإن ذلك يشمل إثارة الكراهية أو الازدراء أو إثارة السخط ضد إقامة العدل في هونغ كونج، وإثارة السخط بين سكان هونج كونج، وتعزيز مشاعر سوء النية والعداوة بين مختلف فئات السكان، وتحريض الأشخاص على العنف، أو تقديم المشورة بشأن عصيان القانون أو أي نظام قانوني. يُعاقب على التحريض على الفتنة بغرامة قدرها 5000 دولار والسجن لمدة عامين، ويعاقب على جرائم أخرى بالسجن لمدة 3 سنوات.
تلزم المادة 23 من القانون الأساسي في المنطقة الإدارية الخاصة بسن قوانين تحظر أي عمل يقال عن الخيانة والانفصال والفتنة والتخريب ضد الحكومة الشعبية المركزية لجمهورية الصين الشعبية. جرى تقديم مشروع قانون الأمن القومي (الأحكام التشريعية) في أوائل عام 2003 ليحل محل القوانين الحالية المتعلقة بالخيانة والفتنة، ولإدخال قوانين جديدة لحظر الأعمال الانفصالية والتخريبية وسرقة أسرار الدولة، ولمنع المنظمات السياسية من إقامة علاقات خارجية. ولكن جرى تأجيل مشروع القانون بعد معارضة كبيرة من الجمهور.

### الهند
في عام 2003، جرى اتهام برافين توغاديا، الأمين العام لـ Vishva Hindu Parishald (VHP)، بالتحريض على الفتنة بدعوى شن حرب ضد الحكومة المنتخبة والمشاركة في نشاط مناهض للقومية.
في عام 2010، اتُهمت الكاتبة أرونداتي روي بالتحريض على الفتنة بسبب تعليقاتها على مسألة كشمير والماويين. جرى اتهام شخصين بالتحريض على الفتنة منذ عام 2007. أُدين بينياك سين، وهو طبيب هندي وأخصائي صحة عامة وناشط، بتهمة إثارة الفتنة. وهو نائب رئيس الاتحاد الشعبي للحريات المدنية (PUCL). في 24 ديسمبر 2010، أيد قاضي المحكمة الجزئية الحكم على كل من بينياك سين والسياسي نارايان سانيال (مُنظِر العصيان المواوي-الناكسالي) ورجل الأعمال في كولكاتا بيوش جوها، بأنهم مذنبون بتهمة التحريض على الفتنة لمساعدة الماويين في قتالهم ضد الدولة. وحُكم عليهم بالسجن المؤبد، لكن أُفرج عن سين بكفالة في المحكمة العليا في 16 أبريل 2011.
في 10 سبتمبر 2012، سُجن رسام الكاريكاتير السياسي عاصم تريفيدي حتى 24 سبتمبر 2012 بتهمة التحريض على الفتنة بسبب سلسلة من الرسوم الكاريكاتورية ضد الفساد. جرى اتهام تريفيدي بتحميل محتوى «قبيح وفاحش» على موقعه على الإنترنت، واتهم أيضًا بإهانة الدستور خلال احتجاج ضد الفساد في مومباي عام 2011. تعرض اعتقال تريفيدي بتهمة التحريض لانتقادات شديدة في الهند. ووصف مجلس الصحافة الهندي هذه الخطوة بأنها «غبية».
في فبراير 2016، قُبض على رئيس اتحاد طلاب JNU كانهاي كومار بتهمة التحريض على الفتنة ورفع صوت عصابة Tukde Tukde بموجب المادة 124-A من قانون العقوبات الهندي (الذي كان جزءًا من قوانين التحريض على الفتنة التي ينفذها القانون البريطاني). أثار اعتقاله الاضطرابات السياسية في البلاد حيث قام أكاديميون ونشطاء بالاحتجاج على هذه الخطوة من قبل الحكومة. ثم جرى الإفراج عنه بكفالة مؤقتة في 2 مارس 2016 لعدم وجود أدلة قاطعة. وفي 13 يناير 2019، رفعت شرطة دلهي مذكرة اتهام ضد رئيس اتحاد طلاب جامعة جواهر لال نهرو السابق كانهاي كومار وآخرين في قضية فتنة رُفعت في عام 2016.
في 17 أغسطس 2016، جرى اتهام منظمة العفو الدولية في الهند في قضية «الفتنة» و «الترويج للعداء» من قبل شرطة بنغالورو. حيث قامت ABVP، وهي منظمة طلابية لعموم الهند تابعة للقومية الهندوسية راشتريا سوايامسيفاك سانغ بتقديم شكوى بهذا الخصوص. 
في سبتمبر 2018، وُجه اتهام إلى ديفيا سباندانا، رئيسة وسائل التواصل الاجتماعي في المؤتمر الوطني الهندي، بتهمة وصف ناريندرا مودي، رئيس وزراء الهند، باللص.
في 10 يناير 2019، سُجلت قضية فتنة ضد هرين جوهين واثنين آخرين بسبب ملاحظاتهم ضد مشروع تعديل قانون الجنسية. ووصف جوهين الخطوة بأنها «محاولة يائسة من قبل حكومة محاصرة».
في 13 فبراير 2020، سُجلت قضية فتنة ضد ديشا رافي ، ناشطة مناخية، من قِبل شرطة دلهي بزعم محاولتها التحريض على استمرار العنف وتشويه سمعة الهند فيما يتعلق بدعمها لاحتجاج المزارعين.
كما رُفعت قضية تحريض على الفتنة ضد شاشي ثارور والصحفي راجديب سارديساي و 5 صحفيين آخرين من قبل شرطة نويدا بزعم التحريض على العنف ونشر معلومات مغلوطة عبر سلسلة من التغريدات خلال أعمال العنف في تجمع للجرارات في يوم الجمهورية في 26 يناير في نيودلهي.